# 黃永碤
黄永碤（1951年10月—），中國國家舞台美術設計師，厦门市台湾艺术研究所所長，中國共產黨員，祖籍泉州。
他2度獲得中國文化部文華獎（第7屆、第12屆）的文華舞台美術獎，得獎的設計作品是廈門歌劇《阿美姑娘》（1997年，與周本義合作，共同得獎）和廈門歌仔戲現代戲《邵江海》（2007年）。
其他舞台美術設計作品還有梨園戲《董生與李氏》、高甲戲《上官婉兒》、歌仔戲《樓台會》和《孟姜女哭長城》、歌劇《桃花扇》（台灣）。